# Charles Schnee
Charles Schnee (Bridgeport, 6 agosto 1916 – Beverly Hills, 29 novembre 1963) è stato uno sceneggiatore statunitense.
Nel 1953 vinse l'Oscar alla migliore sceneggiatura non originale per il film Il bruto e la bella.

## Filmografia
- Il gigante di New York (Easy Living), regia di Jacques Tourneur (1949)
- Il messicano (Right Cross), regia di John Sturges (1950)
- Le furie (The Furies), regia di Anthony Mann (1950)